# Jihoseveroněmecká spojovací dráha

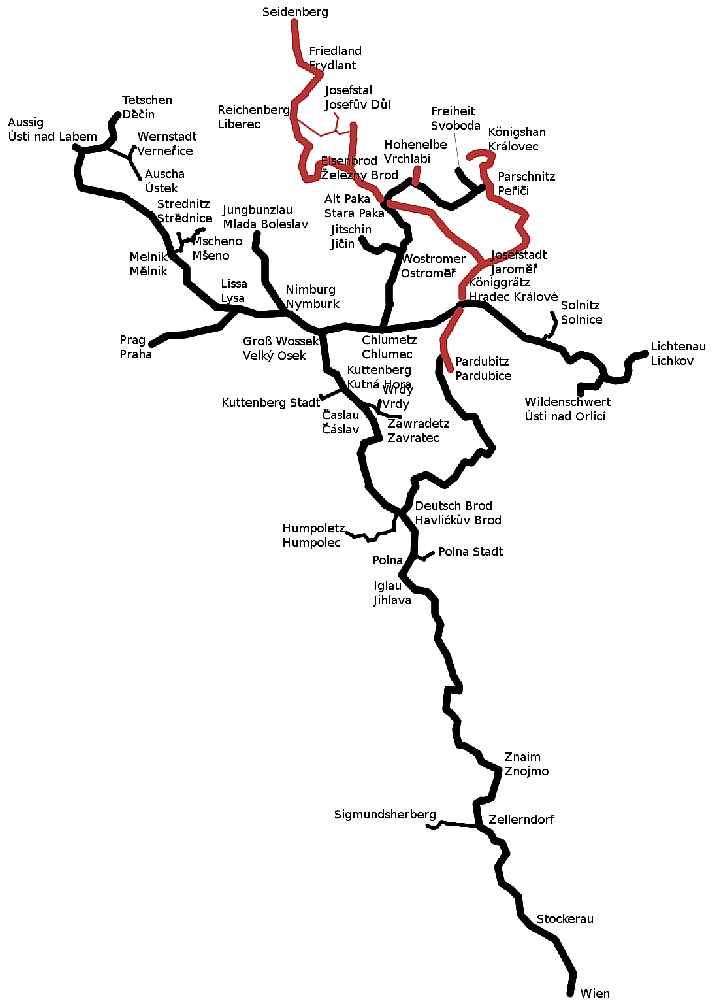
Na mapě je červenými čarami znázorněna síť železnic SNDVB a černými čarami síť majetkově spřízněné firmy ÖNWB. Silnými čarami jsou znázorněny tratě, které firmy přímo vlastnily; slabými tratě, na nichž provozovaly dopravu.

Jihoseveroněmecká spojovací dráha (německý oficiální název k.k. priv. Süd-norddeutsche Verbindungsbahn, SNDVB) byla privátní železniční společnost v Rakousku-Uhersku, která provozovala dopravu na 250 km železničních tratí v regionu mezi Pardubicemi a Libercem.

## Historie
O připojení Liberce k železniční síti se jednalo již několikrát před výstavbou trati SNDVB, ale do té doby se tomuto městu dráhy vyhýbaly. Jasnější obrysy dostal tento projekt až v době, kdy mezistátní smlouva mezi Rakouskem a Saskem předpokládala vytvoření spojení mezi Libercem a Žitavou. To bylo v roce 1853. Příslušný koncesní zákon schválila Říšská rada v roce 1854 a v roce následujícím bylo vydáno povolení ke stavbě. Liberecko bylo v té době slibně se rozvíjejícím průmyslovým regionem, a potřebovalo tedy železnici kvůli dovozu uhlí a exportu výrobků. Železniční společnost počítala též s připojením uhelných revírů v okolí Malých Svatoňovic a Žacléře.

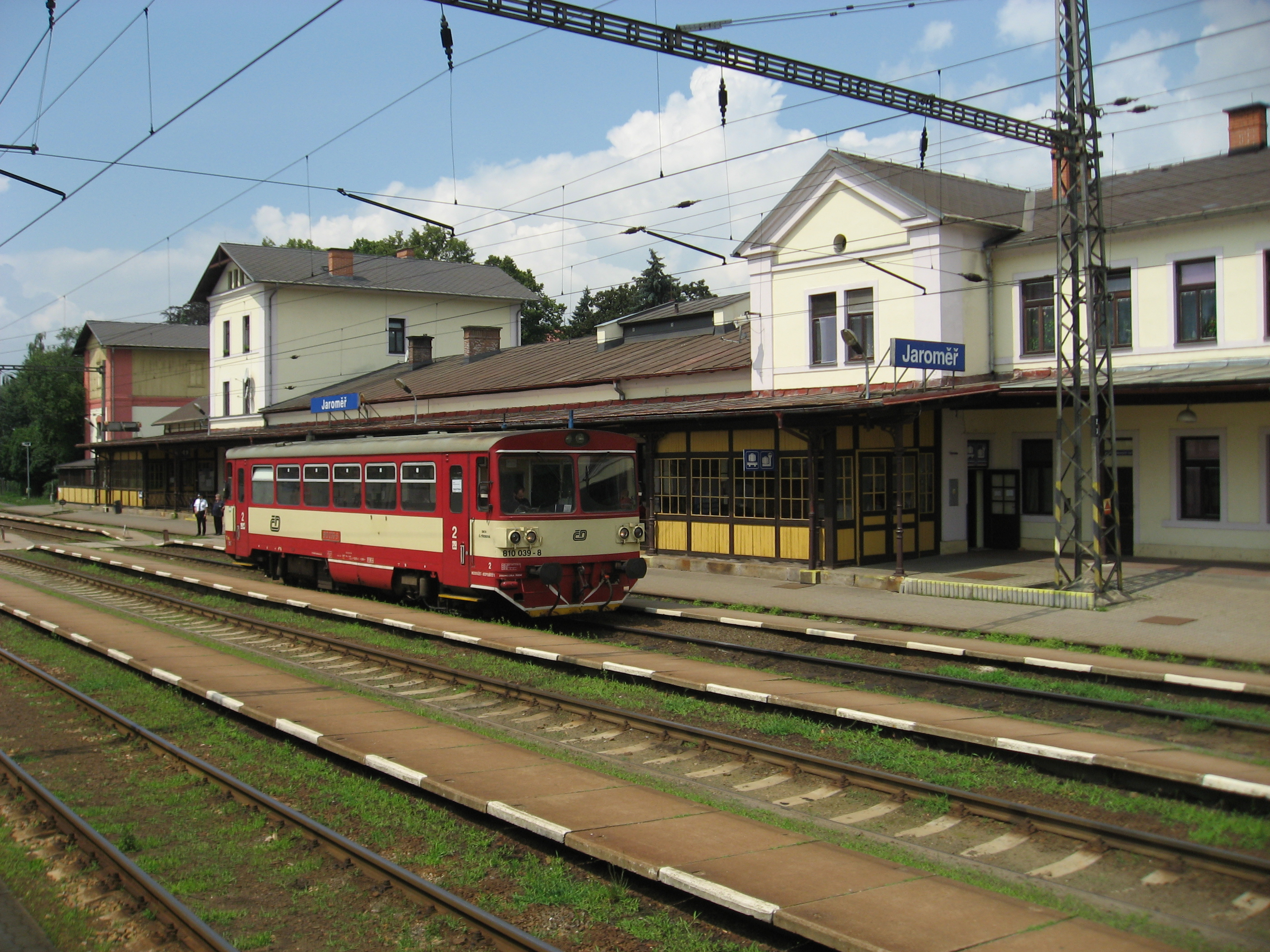
Dnešní železniční stanice Jaroměř bývala strategicky významným bodem kvůli nedaleké pevnosti v Josefově, kde byla velká vojenská posádka.

Při posuzování trasy bylo nutno přihlédnout k vojenským zájmům, v tomto případě si armáda vynutila spojení měst Hradec Králové a Josefova. Dnešní stanice s názvem Jaroměř se původně jmenovala Josefov, později Josefov-Jaroměř. Uvažováno bylo o vedení dráhy přes Hořice a Jablonec nad Nisou, ale schválena nakonec byla trasa vedoucí po dnešní trati 030 přes Jaroměř, Starou Paku a Turnov.
Se stavbou se začalo v roce 1856 současně z Pardubic i z Liberce. Stavba byla velmi náročná, jelikož se potýkala s horskými terény, které vyžadovaly i stavbu tunelů. Byl to ve své době tak nezvyklý počin, že stavební firmy měly dokonce problémy s náborem dělníků v regionu (celkově na stavbě pracovalo až 17 tisíc dělníků), protože ti se takové práce báli, a proto sem přišla řada dělníků ze zahraničí.
Hlavní trať dlouhou 160 km a její odbočku do Malých Svatoňovic s délkou 35 km se podařilo uvést do provozu po třech částech do roku 1859.
SNDVB měla své sídlo podobně jako většina železničních firem ve Vídni, ale provozní ředitelství si vystavěla v Pardubicích, kde měla řadu provozních objektů a bytů pro zaměstnance. Těch měla v roce zahájení provozu celkem 352. Většina těchto objektů v areálu pardubického nádraží již neexistuje, podobně jako celých prvních několik kilometrů této hlavní tratě – ty byly v roce 1871 v souvislosti s budováním kolejí ÖNWB od Chrudimi nahrazeny novou přeložkou v současné trase položené západněji od původní.
Zajímavostí je, že SNDVB byla první železniční společností na našem území, která pro komunikaci používala telegraf systému Morse – a to již v roce 1858.
Firma dále požádala o koncesi pokračovat v prodloužení svatoňovické odbočky až na státní hranici u Královce. Tato koncese jí byla udělena v roce 1865. Stavbu však přerušila Prusko-rakouská válka v roce 1866. Poválečná mezinárodní smlouva mezi Rakouskem a Pruskem ze srpna 1867 však zajistila spojení trati SNDVB se sítí královských pruských železnic. Toto spojení bylo otevřeno na hraničním přechodu Královec – Lubawka (tehdy Liebau). V blízkosti Královce se nachází tehdy těžená Žacléřská uhelná pánev.
SNDVB získala v roce 1868 koncesi na stavbu trati z Vídně přes Znojmo a Kolín do Mladé Boleslavi a dále celého souboru tratí ve východních Čechách. Nemohla však na těchto nových tratích podnikat přímo pod hlavičkou SNDVB kvůli lišícím se koncesním podmínkám, proto vytvořila dceřinou společnost – Rakouskou severozápadní dráhu (ÖNWB). Ta později získala koncesi na stavbu dalších mnoha kilometrů tratí od Vídně až do Děčína, včetně odbočky do Prahy. Ve vystavěných kilometrech tedy ÖNWB mateční firmu předstihla. SNDVB měla sjednocený číslovací systém lokomotiv a vozů s ÖNWB, tvořily tak jednotný park vozidel.
SNDVB byla prakticky monopolním dopravcem na severovýchodu Čech až do roku 1872, kdy si svou trať z Chocně do Meziměstí s hraničním přechodem do Pruska začala stavět Rakouská společnost státní dráhy (StEG), s níž SNDVB vedla spor o trasování spojky mezi těmito tratěmi. Nakonec zvítězila varianta StEG v dnešní podobě tratě ze Starkoče do Václavic. Své monopolní postavení společnost neváhala využívat k neustálému navyšování tarifů.
Firma chtěla dále rozšířit své spojení s pruskými železnicemi, ale bránila jí v tom výše zmíněná mezistátní smlouva z roku 1853, která zakazovala další spojení Liberce do Saska ještě na mnoho let. Vyřešila to až nová smlouva mezi Německou říší a Rakouskem-Uherskem, a tak mohla být v roce 1875 uvedena do provozu nová trať z Liberce přes Frýdlant do Zawidówa (tehdy Seidenberg).
Ve stejné době stavěla SNDVB i odbočku z hlavní tratě ze Železného Brodu do Tanvaldu. Na této odbočce platil zvláštní tarif pro nákladní dopravu, který zahrnoval jakousi přirážku za nepříznivé traťové poměry (tedy za strmé sklony trati a řadu ostrých oblouků).
SNDVB se přímo nezabývala stavbou místních drah, jejichž budování od 80. let 19. století usnadnil nový „lokálkový“ zákon. Přesto některé místní dráhy společnost provozovala na účet jejích vlastníků. Jednalo se o tratě z Královce do Žacléře a z Liberce do Tanvaldu. Pokusila však jednu místní dráhu postavit. Byla to místní dráha Dvůr Králové - Dvůr Králové město. Stanice s dnešním názvem Dvůr Králové nad Labem se nacházela ve značné vzdálenosti od stejnojmenného města, dokonce ani neležela na jeho katastrálním území. Nakládka ve stanici ale byla opravdu značná, stejně jako pohyb osob (město bylo v té době okresním městem). Přes v roce 1893 podrobně vypracovaný projekt ke stavbě nakonec nedošlo a podniky sídlící ve městě nakonec byly připojeny na železnici až mnohem později neveřejnou vlečkou.

## Zestátnění
280,42 km tratí SNDVB bylo zestátněno spolu s tratěmi dceřiné firmy ÖNWB v roce 1909 přičleněním ke rakouským státním drahám K.k.StB. Ve stejné době byla zestátněna i největší Rakousko-uherská dopravní firma – Rakouská společnost státní dráhy.